# Fata Morgana (Suske en Wiske)
Fata Morgana is een stripverhaal uit de reeks van Suske en Wiske. Het is geschreven en getekend door Eugeen Goossens. 
Dit verhaal is niet voorgepubliceerd. De eerste albumuitgave was in februari 1988, maar niet in de Vierkleurenreeks.
Het verhaal is speciaal uitgegeven voor de Efteling en is genoemd naar de gelijknamige attractie in dat pretpark.

## Locaties
- Sprookjesbos en de Fata Morgana in de Efteling.

## Personages
- Suske, Wiske, Lambik, tante Sidonia, Jerom, professor Barabas, vrouw van frietkraam, de wolf en de zeven geitjes, de vliegende fakir en zijn vrouw, Peecee, kalief Scheef-Eh-Tulband (tovenaar) en zijn wachters, heks, Doornroosje, Sneeuwwitje, Roodkapje, Lahpt-Zer-Ihn en zijn mannen (op het koopvaardijschip), Wakka Jawakka (draak), sultan en zijn harem, reus

## Het verhaal
Terwijl het regent zijn de vrienden  bij professor Barabas en ze spelen daar met een computer. Als Lambik terugkomt met frieten, slaat een bolbliksem in en de computer ontploft. In de huiskamer van professor Barabas verschijnen een fakir en een computertje (uit het spel) met de naam PeeCee. Suske, Wiske, PeeCee, de fakir en Jerom vliegen plotseling naar de Efteling op het vliegend tapijt. De vrienden komen aan in de Fata Morgana en de tovenaar vertelt dat degene die op vrijdag de dertiende bij volle maan de schatkist van de wijsheid opent alle macht krijgt. Hiervoor had hij magische helpers nodig. Hij stuurde de fakir erop uit om die te zoeken en die kwam toevallig bij Suske en Wiske terecht via de bolbliksem. De sjeik houdt zich alleen bezig met feesten en de tovenaar wil de vrienden twee diamanten laten zoeken. Met deze diamanten kan de schatkist van de wijsheid worden geopend. De vrienden weigeren en de tovenaar stuurt zijn helpers op hen af en betovert Jerom, zodat hij kleiner wordt. De tovenaar sluit Jerom op in een glazen fles en gooit hem uit het kasteel, de fles komt op een koopvaardijschip terecht.
Tante Sidonia en professor Barabas komen ook in de Efteling en lopen langs de draak met de schatkist, dan zien ze Doornroosje, Sneeuwwitje en Roodkapje naar een schip rennen. Ze kopen van alles van de kooplieden. De vrienden mogen meevaren naar Fata Morgana als ze de glazen fles kopen en ze stemmen toe. Lambik is in café Arabia en krijgt door dat professor Barabas toch gelijk had en gaat naar de Efteling. Suske en Wiske komen in de problemen door de “toverkunst” van PeeCee en worden door de kalief gevangengenomen. De kinderen weigeren de kalief te helpen de diamanten te zoeken en worden naar de oliemolen gebracht. PeeCee moet nu in hun plaats de diamanten gaan zoeken. Tante Sidonia en professor Barabas zien op de markt een slangenbezweerder en een tandarts en vragen naar de kinderen. De tandarts waarschuwt meteen de kalief en deze laat professor Barabas en tante Sidonia met een kooi de krokodillenvijver in zakken.
Professor Barabas wordt bij de kinderen in de oliemolen opgesloten terwijl tante Sidonia voor de sultan moet dansen als haremvrouw. Lambik komt langs de kabouterhuisjes, de Indische waterlelies en het Spookslot en hoort dan van de vrouw van de fakir dat zijn vrienden in Fata Morgana zijn. Lambik ontmoet PeeCee en hoort wat er is gebeurd. Lambik en PeeCee vluchten voor de tandarts en kruipen in een hol. Ze komen bij een enorme reus en vluchten in een schatkamer. In de schatkamer liggen diamanten en ze kunnen met één diamant uit de ruimte ontsnappen met een toverballon. Lambik komt bij de sultan terecht en tante Sidonia en Lambik worden voor spionnen aangezien. PeeCee helpt zijn vrienden ontsnappen, maar ze worden dan door de kalief gevangengenomen en naar de oliemolen gebracht.
De sultan gaat naar zijn draak Waka Jawakka en PeeCee ziet daar de tweede diamant. PeeCee bevrijdt zijn vrienden uit de gevangenis, maar merkt niet dat de kalief alles ziet en hen stiekem volgt. Als Lambik wil drinken uit de fles wordt Jerom eindelijk bevrijdt en hij verslaat de kalief en zijn mannen en daarna ook de draak. De vrienden dwingen de kalief hen naar de plaats te brengen waar de kist van de waarheid verborgen is en ze plaatsen de diamanten in de ogen van een kat. Er komen rode stralen uit de ogen en dan verschijnt de kist. Uit de kist komen beelden die de diepere waarheid vertegenwoordigen. De kalief wordt erg bang van de monsters die hij ziet, die voor al zijn slechte daden staan. Suske en Wiske zien alleen maar mooie dingen. Tante Sidonia en Lambik houden in werkelijkheid van elkaar, de slimme professor Barabas en de sterke Jerom zijn als het erop aankomt de beste vrienden. De kalief kon de waarheid niet aan en wil zijn leven beteren. Hij moet over de bezoekers van de Efteling waken en de diamanten worden weer verborgen.

## Achtergronden bij het verhaal
Het verhaal is speciaal geschreven voor De Efteling ter gelegenheid van de nieuwe gelijknamige attractie Fata Morgana en speelt zich dan ook grotendeels daar af. Naast deze attractie zijn ook andere attracties uit De Efteling te zien, zoals De Indische waterlelies, Roodkapje, De vliegende fakir, Doornroosje en Sneeuwwitje.
Suske en Wiske hebben eerder in De Efteling avonturen beleefd, namelijk in De Efteling-elfjes, De vliegende klomp en De belhamel-bende.

## Achtergronden bij de uitgaven
- In februari 1988 werd het verhaal uitgegeven door De Efteling in samenwerking met Albert Heijn en Wehkamp. In het album zat een kortingsbon, waarmee de lezer met reductie het park in kon gedurende het hele jaar 1988.
- In 1993 werd het verhaal uitgegeven in de Lekturama Collectie, een reeks luxe uitgaven, waarin alle verhalen in de loop der jaren zijn verschenen.
- In 1994 werd het verhaal door De Efteling heruitgegeven, nu zonder kortingsbon. Er kwamen nog meer heruitgaven in 1997 en 2001.
- In 1998 werd het verhaal opgenomen in het Suske en Wiske Familiestripboek.